# Kosmatnik rdzawy
Kosmatnik rdzawy, mroczek rudy (Lasiurus borealis) – gatunek ssaka z podrodziny mroczków (Vespertilioninae) w obrębie rodziny mroczkowatych (Vespertilionidae).

## Taksonomia
Gatunek po raz pierwszy zgodnie z zasadami nazewnictwa binominalnego opisał w 1776 roku niemiecki zoolog Philipp Müller, nadając mu nazwę Vespertilio borealis. Holotyp pochodził z Nowego Jorku, w Stanach Zjednoczonych.
Lasiurus borealis należy do grupy gatunkowej tzw. „czerwonych nietoperzy”. Autorzy Illustrated Checklist of the Mammals of the World uznają ten gatunek za monotypowy.

### Etymologia
- Lasiurus: gr. λασιος lasios „włochaty, kudłaty”; -ουρος -ouros „-ogonowy”, od ουρα oura „ogon”[16].
- borealis: łac. borealis „północny”, od boreas „północny wiatr, północ”, od gr. βορεας boreas „północny wiatr, północ”[17].

## Zasięg występowania
Kosmatnik rdzawy występuje w południowej Kanadzie (skrajny południowo-wschodni Saskatchewan, południowa Manitoba, południowe Ontario, południowy Quebec, Nowy Brunszwik i Nowa Szkocja) na południe przez środkowe i wschodnie Stany Zjednoczone do północno-wschodniego Meksyku.

## Morfologia
Długość ciała (bez ogona) około 55,2–59,6 mm, długość ogona 45–62 mm, długość ucha 7–13 mm, długość tylnej stopy 6–11 mm, długość przedramienia 35,7–46 mm; masa ciała 7–16 g. Samice są większe niż samce. Wzór zębowy: I {\displaystyle {\tfrac {1}{3}}} C {\displaystyle {\tfrac {1}{1}}} P {\displaystyle {\tfrac {2}{2}}} M {\displaystyle {\tfrac {3}{3}}} = 32. Kariotyp wynosi 2n = 28 i FN = 48 ze średnim submetacentrycznym chromosomem X i małym akrocentrycznym chromosomem Y.

## Ekologia

### Tryb życia
Występuje w lasach z polanami i porębami. Kosmatnik rdzawy ma sierść ceglastoczerwoną do rdzawobrązowej, z białawym połyskiem; samce są jaśniej ubarwione od samic. Kosmatniki rdzawe, które zamieszkują kontynent północnoamerykański, lecą jesienią na południe, a wiosną znów wracają na północ.

### Rozmnażanie
Gatunek ten wyróżnia się szczególnie dużymi miotami; często w czerwcu lub na początku lipca samica rodzi 3 lub 4 młode. Matka początkowo nosi potomstwo ze sobą, nawet wówczas gdy waga młodych przewyższa jej własną.